# Syngrapha subpurpurina
Syngrapha subpurpurina là một loài bướm đêm trong họ Noctuidae.